# 캄포콜로뇨역
캄포콜로뇨역(Campocologno)은 스위스 그라우뷘덴주 브루지오 지자체에 있는 기차역이다. 이탈리아와 스위스 국경에 위치하며, 1,000mm 미터궤 래티셰 철도 베르니나선의 중간 정류장이다. 이 회선에서 시간별 서비스가 운영된다.

## 운행편
다음 서비스는 브루시오에서 정차한다.
- 베르니나 익스프레스 : 쿠어 또는 생모리츠와 티라노 사이를 하루에 여러 번 왕복한다.
- 레기오 : 생모리츠와 티라노 사이를 매시간 운행